# 로프치체셍지슈프군

포트카르파츠키에주 지도에 표시된 로프치체셍지슈프군의 위치

로프치체셍지슈프군(폴란드어: powiat ropczycko-sędziszowski)은 폴란드 포트카르파츠키에주에 위치한 군으로 군청 소재지는 로프치체이며 면적은 548.89km2, 인구는 74,416명(2019년 기준), 인구 밀도는 140명/km2이다.
북쪽으로는 미엘레츠군, 콜부쇼바군, 동쪽으로는 제슈프군, 남쪽으로는 스트시주프군, 서쪽으로는 뎅비차군과 접한다. 5개 지방 자치체(2개 도시형 농촌, 3개 농촌)를 관할한다.

군기
군 문장